# Knesselare
Knesselare ist eine ehemalige belgische Gemeinde in der Region Flandern mit 8.236 Einwohnern (Stand 1. Januar 2018). Sie entstand 1976 aus der Fusion der damaligen Gemeinden Knesselare (16,55 km²) und Ursel (20,77 km²). Zum 1. Januar 2019 fusionierte sie mit Aalter.
Brügge liegt 15 Kilometer nordwestlich, Gent 27 Kilometer südöstlich und Brüssel etwa 75 Kilometer südöstlich.
Die nächsten Autobahnabfahrten befinden sich bei Aalter und Beernem an der A10/E 40.
In Aaltert, Beernem und Eeklo befinden sich die nächsten Regionalbahnhöfe und in Brügge und Gent halten auch überregionale Schnellzüge.
Bei Oostende befindet sich ein Regionalflughafen und nahe der Hauptstadt Brüssel gibt es einen internationalen Flughafen.

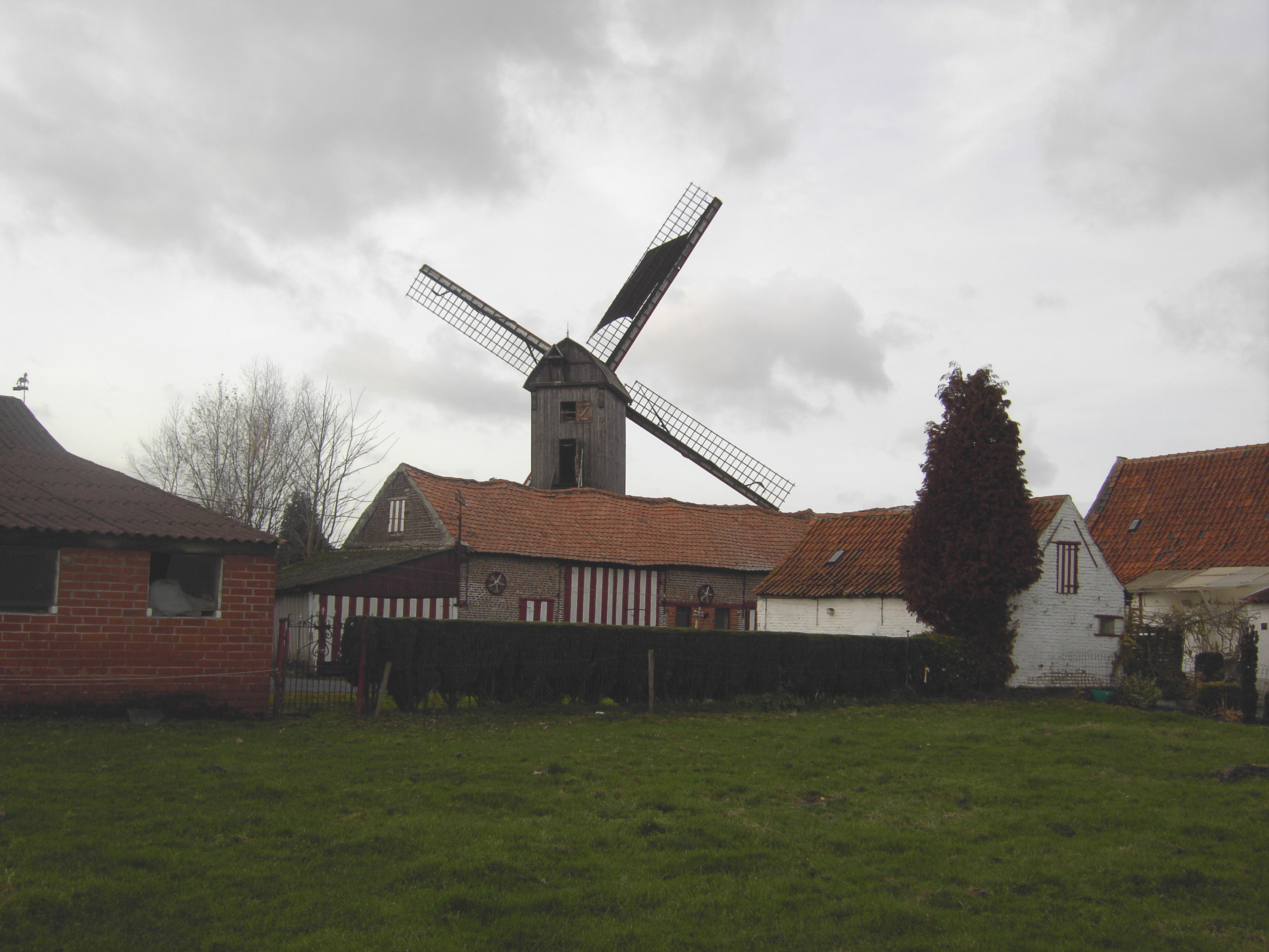
Windmühle in Ursel
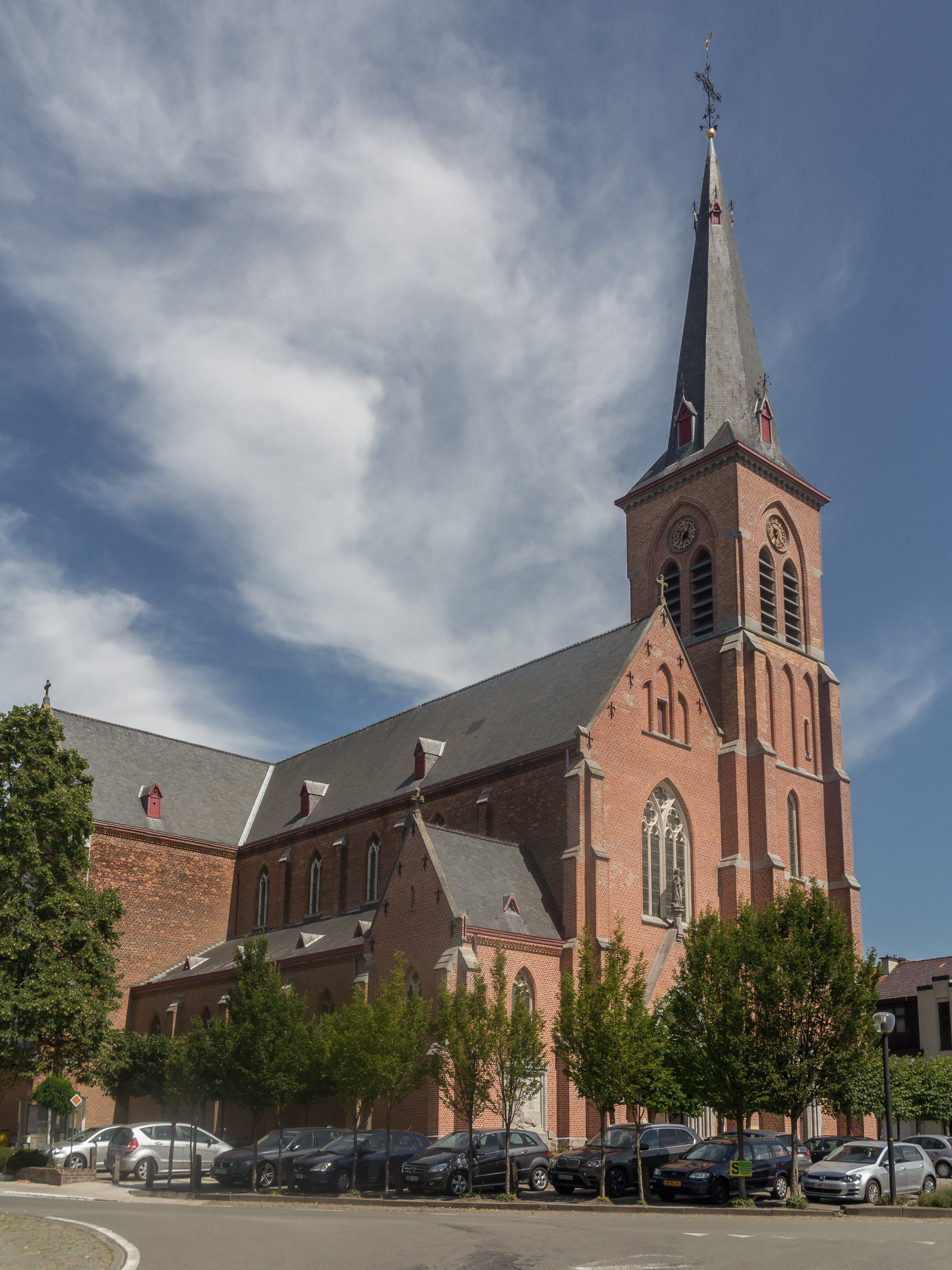
St. Willibrord

## Persönlichkeiten
- Jozef Timmerman (1941–2018), Radrennfahrer